# ティンツフィールド
- ティンツフィールド[1][2]
- ティンテスフィールド[3]

ティンツフィールド（英: Tyntesfield [ˈtɪnt͡sfiːld]）は、ヴィクトリア朝に建てられたゴシック・リヴァイヴァル建築の邸宅およびその地所を指す。
地所は、イングランド南西部サマセットのノース・サマセット、ラクソールに位置する。地所の中心となる建物であるティンツフィールド・ハウス（英: Tyntesfield House）は、現在グレードI（第一級）の指定文化財 (Listed building) である。
ティンツフィールドの名前は、1500年頃からこの地域の地所を保有していたティント準男爵家にちなむものである。以前はこの場所に、16世紀に建てられた狩猟用別邸があり、19世紀初頭までファームハウス（農場の母屋）として使われていた。1830年代にはジョージ朝建築の邸宅が建てられ、1843年には肥料に用いられるグアノで財を成したウィリアム・ギブズがこれを買い取った。ギブズは1860年に邸宅の大拡張と改装に着手し、1870年代には地所へ教会堂も加えられた。その後、ギブズ家は2001年にリチャード・ギブズが死去するまで、4代にわたってこの邸宅を保有していた。（→#歴史、#所有者の変遷）
リチャードの死後、ティンツフィールドは2002年6月にナショナル・トラストによって買い取られた。買い取りに先立ち、民間への売却を阻止するため、落札に必要な額を集める募金活動も行われた。戦禍などから荒廃していた邸宅には大規模な修繕が必要で、この修繕に合わせて初めて内部が一般公開された。（→#ナショナル・トラストによる買い取り）
なお、先述の通り「ティンツフィールド」との発音が原語に即しているが、日本の一部メディアではローマ字的に読んだ「ティンテスフィールド」との表記も見られる。

## 歴史

### 背景
邸宅とその地所がある土地は、元々ティント準男爵家が所有していた不動産の一部だった。準男爵家はこの地域に1500年代から居住しており、ブリッジウォーター近くの村、ゴートハーストにあるハルスウェル・ハウスを邸宅としていた。
18世紀遅くまでには、ジョン・ティントが現在のティンツフィールド地所にあたる土地を手に入れている。当時は建物に向かってニレ並木が作られていたが、これは1678年にチャールズ・ハーボード（英: Charles Harbord）の遺言により地所がラクソールの人々へ贈られた後、村からハーボードの元へ奉公に出ていた2人の少年を記念して植えられたものである。ティント家は当初この地所に住んでいたが、19世紀初頭に、ジョンはブロックリーにチェルヴィー・コートを建て、自らの本邸とした。ティンツ・プレイス（英: Tynte's Place）はファームハウス（農場の母屋）へ格下げされ、ジョン・ヴァウルズ（英: John Vowles）に貸し出された。1813年には、隣接するベルモント地所を保有するジョージ・ペンローズ・シーモア（英: George Penrose Seymour）が不動産を購入し、これを息子のジョージ・ターナー・シーモア牧師（英: The Rev. George Turner Seymour）へ与えた。彼は、以前馬鍛冶屋の建物があった場所に新しくジョージ朝建築の邸宅を建て、古いファームハウスは取り壊した。またネイルシーに住むロバート・ニュートン（英: Robert Newton）によって更なる改築が行われた。

### ギブズ家による購入
1843年、地所は家族事業・アントニー・ギブズ&サンズで財を成した、実業家のウィリアム・ギブズによって買い取られた。1847年からは、会社はグアノをペルーから輸入し、肥料としてヨーロッパや北アメリカに販売する事業で、事実上独占的な専売を行っていた。グアノはチンチャ諸島で契約労働の中国人苦力によって採掘されていたが、このときの中国人労働者の扱われ方は「黒人奴隷取引と同様になりつつある」と、ペルー政府が1856年に認めたほど劣悪であった。この貿易から得た会社の利益のおかげで、ウィリアム・ギブズはイングランドの非貴族で最も裕福な人物となった。
人生を通して、ギブズとその妻マティルダ・ブランチ・クローリー＝ブーヴィー（英: Matilda Blanche Crawley-Boevey、通称ブランチ）は主にロンドンで生活した。2人の結婚生活は主にハイド・パーク・ガーデンズ16番地（英: 16 Hyde Park Gardens）で営まれ、家族はこの場所をブランチの死まで保有していた。一方で、仕事で定期的にブリストル港を訪れていたギブズには、港に程近い居住地が必要だった。また彼のいとこでブリストルの銀行家だったジョージ・ギブズは、1828年にティンツ・プレイスに隣接するベルモント地所を借り受けている。1843年にシーモア牧師が亡くなった後、ウィリアムはシーモア牧師の未亡人からティンツ・プレイスを買い受け、邸宅の名前を現在の「ティンツフィールド」（英: Tyntesfield）に改めた。購入から2、3年の内に、ギブズは邸宅を改築・増築する大規模な工事を開始した。
改築に当たっては、様々な形が結び合わさったゆるいゴシック様式で、中世風の様式を復興した建築様式が選択された。ゴシック様式を選んだのは、オックスフォード運動の信奉者だったギブズ夫妻が、アングロカトリック派の信条を持っていたためである。このアングリカン・コミュニオンの分派は、建築家オーガスタス・ピュージンが1836年に著した本 "Contrasts" で説明したような考え方を主張した。これは中世ゴシック様式を復活させ、「中世の信仰や社会の仕組みを取り戻」そうとするものだった。ピュージンやギブズが門弟だったオックスフォード運動は、後にその哲学をさらに発展させ、キリスト教の崇拝にふさわしい建築様式はゴシック様式のみだと主張するようになった。このような理由から、ゴシック様式はキリスト教信仰とそれに結びついた生活様式を象徴的に表現するものとなり、ギブズのような信心深いヴィクトリア朝の人間に礼賛された。邸宅に付随した教会堂の完成は、建物の中世風僧院の雰囲気をさらに高め、オックスフォード運動の信奉者に深く愛された。教会の完成時には、4本のタレットを備え、急勾配の屋根が付いた、当時の流行にならった正方形の塔でそのデザインが強調されていたが、この塔は1935年に取り壊されてしまった。

### 再発展

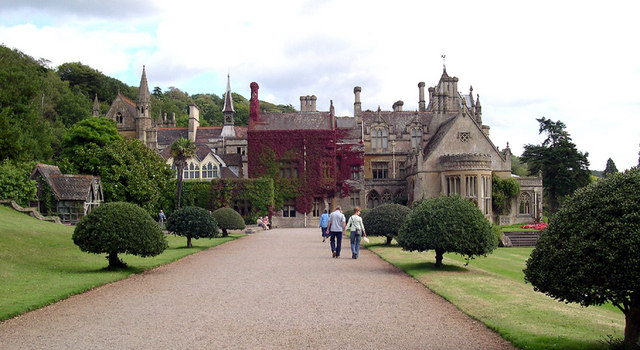
ビジターズ・センターを通って、西側から邸宅に向かうアプローチの写真。事実上邸宅の裏側に当たる。建築家のジョン・ノートンは、変則的な窓を設計して非対称なデザインを強調した。この写真は、屋根とその模様の修理が行われる前の2005年9月に撮影された。

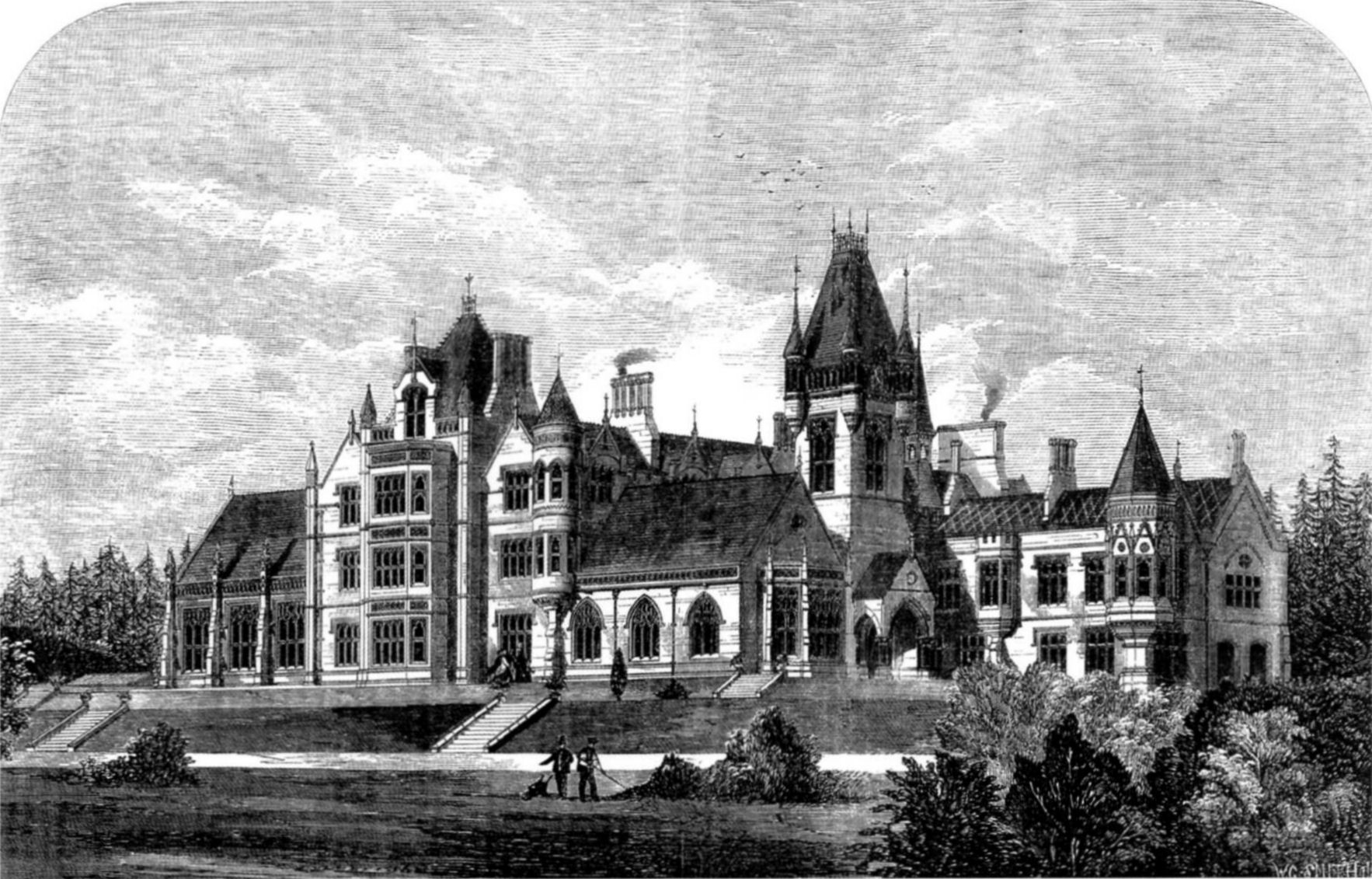
1866年版の雑誌『ビルディング』に掲載されたティンツフィールドの絵。中央に見える時計塔は、レディ・ラクソールの判断で取り壊されたが、これが屋敷の荒廃を招いた。

1854年、ウィリアム・ギブズは、以前も仕事を依頼したことがある建築家のジョン・グレゴリー・クレイスに、ティンツフィールド邸宅の主要な部屋を再設計し装飾するよう依頼した。この時作られた新設計では、金箔を貼った鏡板や木工品、鋳造物やマントルピースに至るまで、全てゴシック様式で作られた。
本格的な改築作業は1863年になって始まった。この年ウィリアム・ギブズは地所を概ねゴシック・リヴァイヴァル様式で建て替えることを決めた。建築業者にはウィリアム・キュービット & Co.、建築家にはジョン・ノートンが選ばれた。ノートンの設計は元々の建物を覆うように作られた。彼は追加のフロアを作り、2つの新しいウィング（翼棟）と塔を付け加えた。ノートンは、修復と改築が複数の歴史的時代にまたがって行われたことを重視し、建築的連続性を強調した設計を行った。このため、壁ひとつ取っても、簡素なまま残されたものや、以前の建築様式に融和するようにゴシック様式・自然主義の彫刻が行われたものが混在している。

#### 設計
建物は2種類のバース・ストーンを用いて建てられており、タレットが林立し精巧に作り込まれた屋根は、絵のように美しい外観をしている。ジャーナリストのサイモン・ジェンキンスは、建築様式を複数組み合わせた効果と選び抜かれた素材について、 "severe"（近寄りがたい）と評した。修繕の間、石工たちは建物の保全も行いながら、時には新区画へ彫刻をコピーして新たな塑像を作っていたが、これは石灰製の目地を大方塗り直す (repointing) ことに加え、風化した部品をその部屋の建築様式で標準的なものへ取り替えることも目的だった。全ての石材は、グロスタシャー・テトベリー近くのヴェイジーズ採石場（英: Veyzeys quarry）で産出されたコッツウォルド魚卵状石灰岩を使い、元からあったものとぴったり合うように作られた。使用人用のウィングと教会堂を含む邸宅は、1973年にグレードII* の指定文化財 (listed building) となり、現在ではグレードがグレードI に引き上げられている。
庭の向こうにバックウェル・ヒルを望む東向きの建物正面と、中庭エントランスがある北側は、黄土色のバス・ストーンで作られた日よけが付けられている。一方で、主に奉公部屋や使用人区画に当てられた裏手側の南面は、より安値で薄赤色のドレイコット産大理石が粗石積みされていて、漆喰仕上げされている。どの面にもゴシック様式のメイン・ウィンドウ、テューダー朝様式の出窓 (Oriel window) 、煙突、屋根裏に付随した屋根窓付きの切り妻などが多数設置されている。ノートンは変則的な屋根を作り、傾斜や切り妻に違いを持たせることで、建物の非対称的な設計を際立たせた。最後に屋外へ巨大な鉄製の温室が建てられ、Hart, Son, Peard and Co. (en) によって屋敷の裏手に設置された。改装されたティンツフィールドは、ブランチ・ギブズのいとこで作家のシャーロット・ヤングに、「心の中の教会のよう」（英: "like a church in spirit"）と評された。
内装も同じくゴシック様式で揃えられた。クレイスは内装の模様替えにも従事し、ある場所では既存の作品を発展・改作した一方で、別の場所では新しく図案を起こした。他にもこの家には、パウエルやウールドリッジによるガラス細工、Hart, Son, Peard and Co. による鉄工、サルヴィアーティによるモザイクなどが収められている。キュービット側の現場監督だったジョージ・プラックネット（英: George Plucknett）は、ウォリックの家具屋・コリアー・アンド・プラックネットにいたジェームズ・プラックネット（英: James Plucknett）の親戚だった。このため、ギブズは多くの道具をわざわざこの工房に依頼して作らせている。特注品の中には、妻ブランチに合うよう作られた浴室も含まれていた。熟練の腕前の粋が光ったこれらの作品は、ギブズ自身の美術品コレクションに加えられた。
邸宅の改築が行われている間、ウィリアム・ギブズはデヴォンにあるマンヘッド・パーク (Mamhead Park) を借りていた。メイン・ベッドルームを23、使用人の寝室も含め47も備えるこの大邸宅の改装には、実に7万ポンドの金額がかけられた（2023年のレートで£8,460,000に相当）。改築費用の総額は、ギブズの事業収益18ヶ月分に相当していた。主要な建物部分の工事が完成した後、ギブズはアントニー・ギブズ&サンズの株式を、甥であるヘンリー・ハックス・ギブズ（後のオールデナム男爵）に売却し、そうして確保した資金で隣接する2つの不動産も買い取っている。また、東側のベルモント地所を甥のジョージ・ルイス・モンク・ギブズ（英: George Lewis Monck Gibbs）から買い取って、ティンツフィールド地所と合わせて農園を作り、酪農や林業にも乗り出した。土地購入はこれ以降も行われ、最盛期にはティンツフィールドの地所は6,000エーカー (2,400 ha)超となった。地所は、北はポーティスヘッドから、南はメイン・ハウスのある谷まで至る1,000エーカー (400 ha)もの森林で囲まれていた。邸宅と地所では、500人以上が雇われていた。

### 教会堂

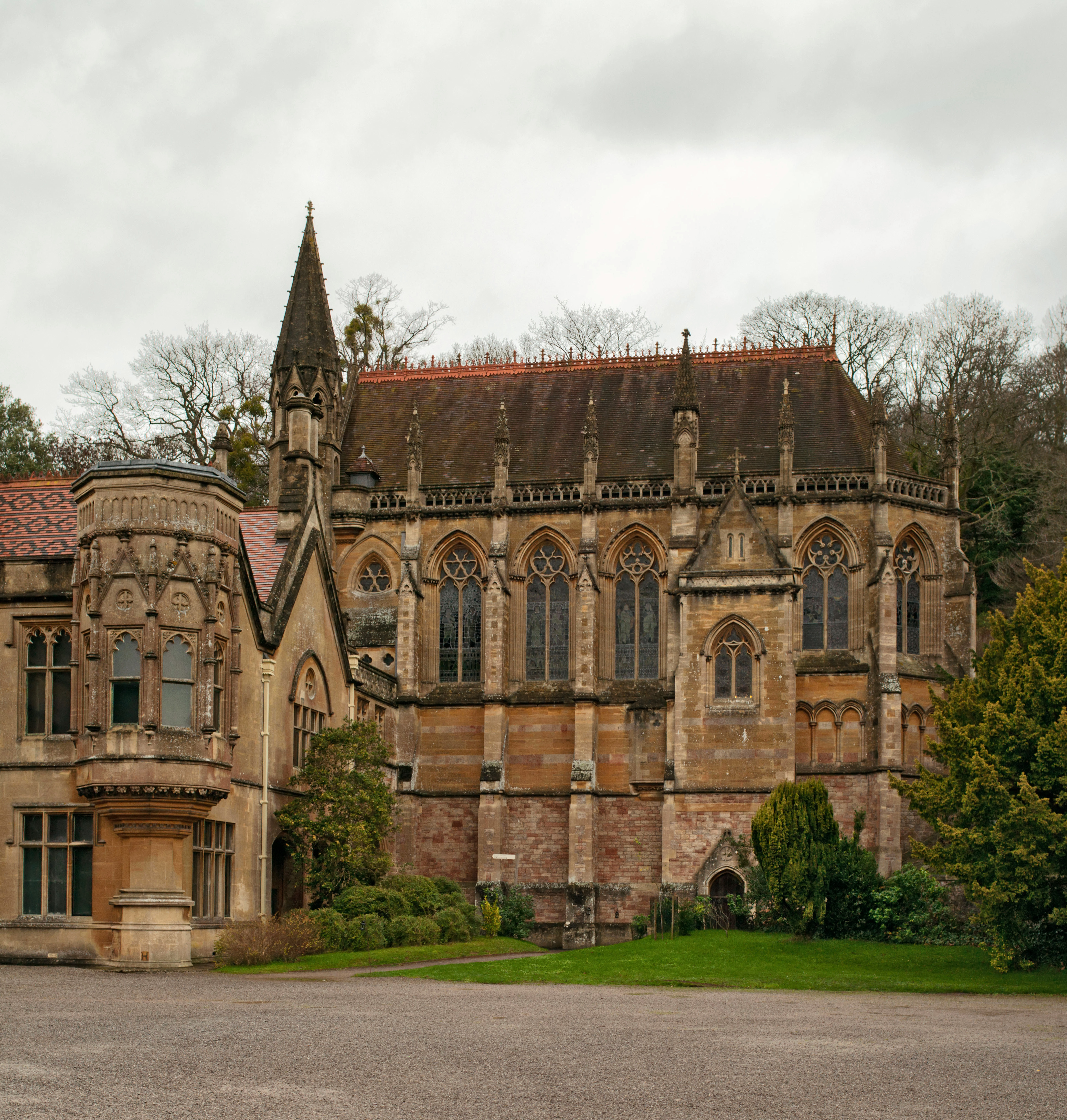
教会堂はアーサー・ブロムフィールドによってパリのサント・シャペルを模して作られた。写真は南側のメイン・エントランス側中庭から撮影されたもの。

ギブズがティンツフィールドに最後に加えたのは教会堂だった。工事は1872年から1877年にかけて行われ、邸宅の北側にアーサー・ブロムフィールドの手でゴシック様式の教会堂が付け加えられた。この教会堂はパリ・シテ島のサント・シャペルを模して作られたもので、ウィリアム・ヒル&サンズによってオルガンが据え付けられ、地下にはギブズが納められることを想定した地下納体堂 (vault) が作られた。しかし、地元ラクソールの全聖人教会の教会区司祭や、教会の支援者であるゴージズ家の反対を受け、バースおよびウェルズ地区主教 (Bishop of Bath and Wells) は、ティンツフィールドの教会堂の聖別を認めなかった。これは教会が、ギブズ家に地元の信者を大勢奪われるのではないかと危惧したためである。この処置にもかかわらず、教会堂はティンツフィールドの暮らしで中心的役割を担い、家族や来客による祈りが1日2回行われていたという。家族はティンツフィールドに生活していた間、地元住民へ教会堂を開放していた（この開放は多くが祈願節やクリスマスの期間に行われた）。最後の建築が終了したことを祝い、ブランチのいとこであるシャーロット・ヤングは、教会堂をティンツフィールド建築計画の最終的完成と表現し、「家の財産[である地所全体]にリトル・ギディングそっくりの雰囲気」を与える（英: providing "a character to the household almost resembling that of Little Gidding"）と評した。リトル・ギディングは、ケンブリッジシャー・ハンティンドンシャーに位置し、ニコラス・フェラーが1626年に移り住んで晩年を過ごした土地である。フェラーはチャールズ1世在位期の人物で、19世紀のアングロ＝カトリック主義者によって大いなる理想とされた人物である。

## 所有者の変遷

### ウィリアム・ギブズ：1846年 – 1875年

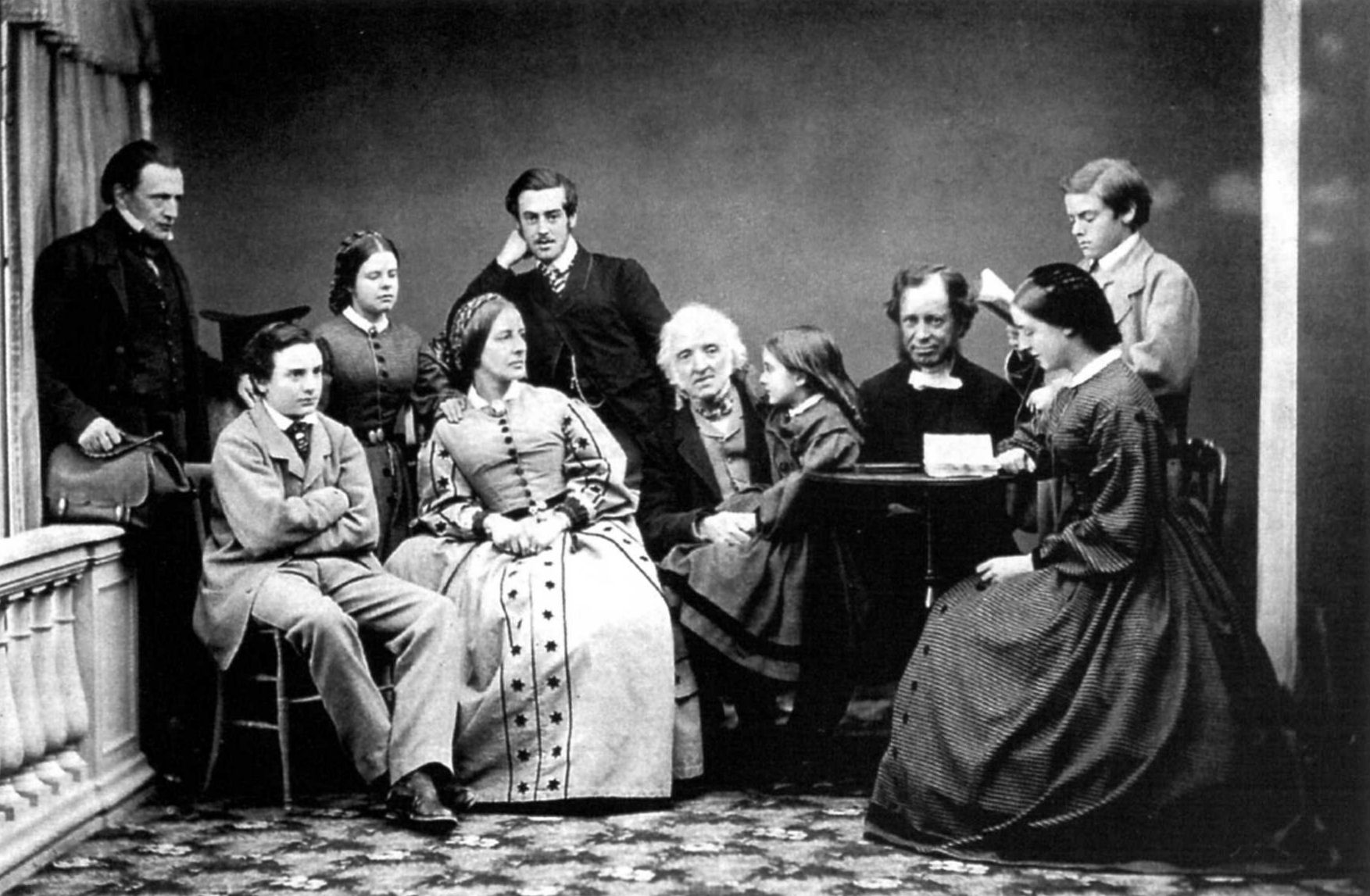
ウィリアムとブランチのギブズ夫妻とその家族（1862年 - 63年頃）

ウィリアムとその妻マティルダ・ブランチの間には、7人の子供が生まれた。全員が信心深い国教徒で、ウィリアムと妻ブランチはオックスフォード運動の支援者だった。ウィリアムはオックスフォード大学のキーブル・カレッジの多大な後援者で、自身の後半生を慈善事業に捧げた人物でもあった。ギブズはまた絶対禁酒主義を貫いた人物でもあり、彼は地元のフェイランド・イン（英: Failand Inn）を買い取って地所に加え、これにより呑み騒ぐような振る舞いを自制した（その後インは、1962年に2代ラクソール卿によって、カレッジ・ブルワリーに売却されている）。ウィリアムは1875年4月3日にこの屋敷で亡くなった。4月9日に併設された教会堂で葬儀が行われた後、地所で働いていた30人の手で、亡骸はラクソールの全聖人教会へ運ばれた。ウィリアムは教会構内の家族区画に埋葬されている。

### アントニー・ギブズ：1875年 – 1907年
ウィリアムの死後、地所は長男アントニーが相続した。オックスフォード大学のエクセター・カレッジを卒業して文学修士号を取得した後、アントニーはイギリス陸軍のノース・サマセット義勇農騎兵団に加わり、少佐となった。1872年6月22日にはジャネット・ルイーザ・メリヴェイル（英: Janet Louisa Merivale）と結婚し、家族の地所を管理するためティンツフィールドに戻っている。アントニーは治安判事など様々な官職を歴任し、サマセット副統監まで務めた。また夫妻の間には10人の子供が生まれた。
アントニーは1880年代に、ヘンリー・ウドワイヤーへ命じて玄関広間の階段を再設計させている。この改修により、ガラス張りの天窓から下層階へより多く採光できるようになったほか、玄関広間は客間（応接室）に作り替えられた。ウドワイヤーはまた、元々家政婦の部屋だった部分を一部潰して、食堂を拡張した。クレイスが当初使っていた壁紙は、英国でスペインの押し型模様が入った革を真似て作られた、模造品の和紙でできたものだったが、14歳の見習い工によって明るい色に変えられ、クリーム色の背景に塗り替えられた。コリアー・アンド・プラックネットが作ったサイドボードは、この改修時にさらに拡張された。新しい家具調度品は、またコリアー・アンド・プラックネットに発注された。アントニーは英国の電灯導入の先駆けとして、ティンツフィールドに電力を導入している。最初に電気が通った夜、アントニーはメイン・エントランスの灯りを眺めて過ごし、火事も起きず家族も安心して過ごせることを確認したという。さらに、1868年から1884年の間には、Waygood and Co. によって水圧式エレベーターが導入されている。2008年にはこの遺物として1階部分で木製のリフトカーが見つかったほか、屋根裏では直径55-インチ (1,400 mm)の綱車が発見された。

### ジョージ・エイブラハム・ギブズ、初代ラクソール男爵：1907年 – 1931年

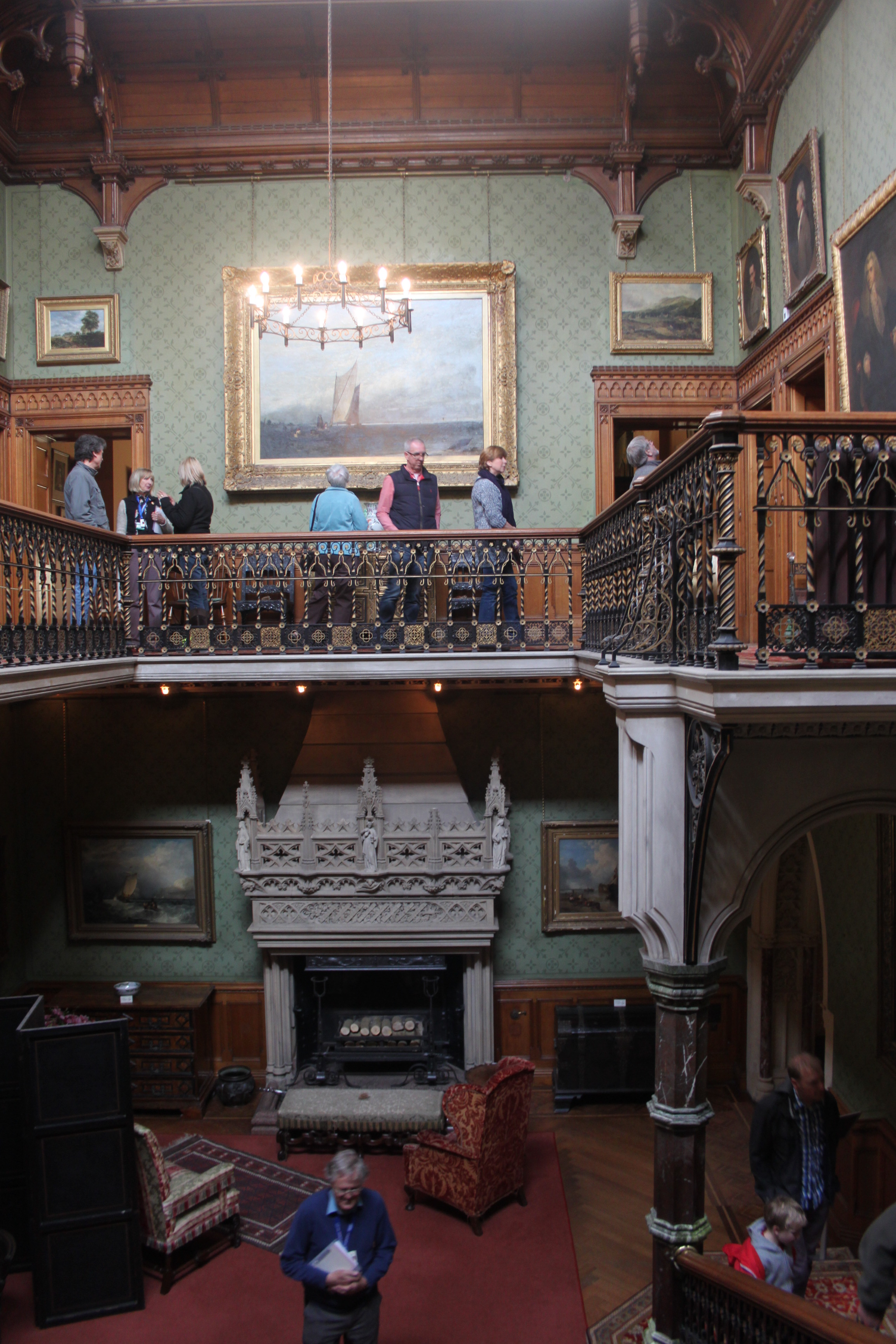
階段室の回廊

アントニーの長男だったジョージ・エイブラハム・ギブズ（初代ラクソール男爵）は、ノース・サマセット義勇農騎兵団の大佐となり、第2次ボーア戦争の際には勇敢に戦った軍人だった。イングランドに帰国したジョージは、ヴィクトリア・フローレンス・デ・バーグ・ロング（英: The Hon. Victoria Florence de Burgh Long）と結婚し、デヴォンの村クリスト・セント・ジョージへ引っ越した。1918年から1928年の間、ジョージはブリストル選挙区選出の庶民院議員 (MP for Bristol West) を務め、1928年には、王室会計局長官としての仕事が評価されてラクソール男爵に叙爵され、連合王国貴族の仲間入りを果たした。
ジョージの所有下で、客間はルネサンス期のベネチア・ゴシック建築様式に改装された。この過程で、クレイスのデザインしたステンシルは、上塗りされるかダマスク織の絹に覆われてしまったほか、ノートンの作った暖炉は移動され、家具はエドワード朝様式のものと交換され、絨毯はスケッチリーで染められてしまった。1917年には、戦争協力として鉄製の温室が取り壊され、鋳つぶされて弾薬に変えられた。
娘アルビニア（英: Albinia）は生き延びたものの、ジョージの最初の妻ヴィクトリアは、1920年にインフルエンザをこじらせティンツフィールドで亡くなった。1927年には、ジョージはアーサー・ウェンロックの娘、アーシュラ・メアリー・ロウリー（英: Ursula Mary Lawley）と結婚した。舅であるアーサー・ウェンロックは、後に第6代かつ最後のウェンロック男爵となっている。夫婦の間には2人の息子、リチャードとユースタスが生まれた。1931年10月28日、ジョージはティンツフィールドで58年の生涯を閉じた。

### アーシュラ、レディ・ラクソール：1931年 – 1979年

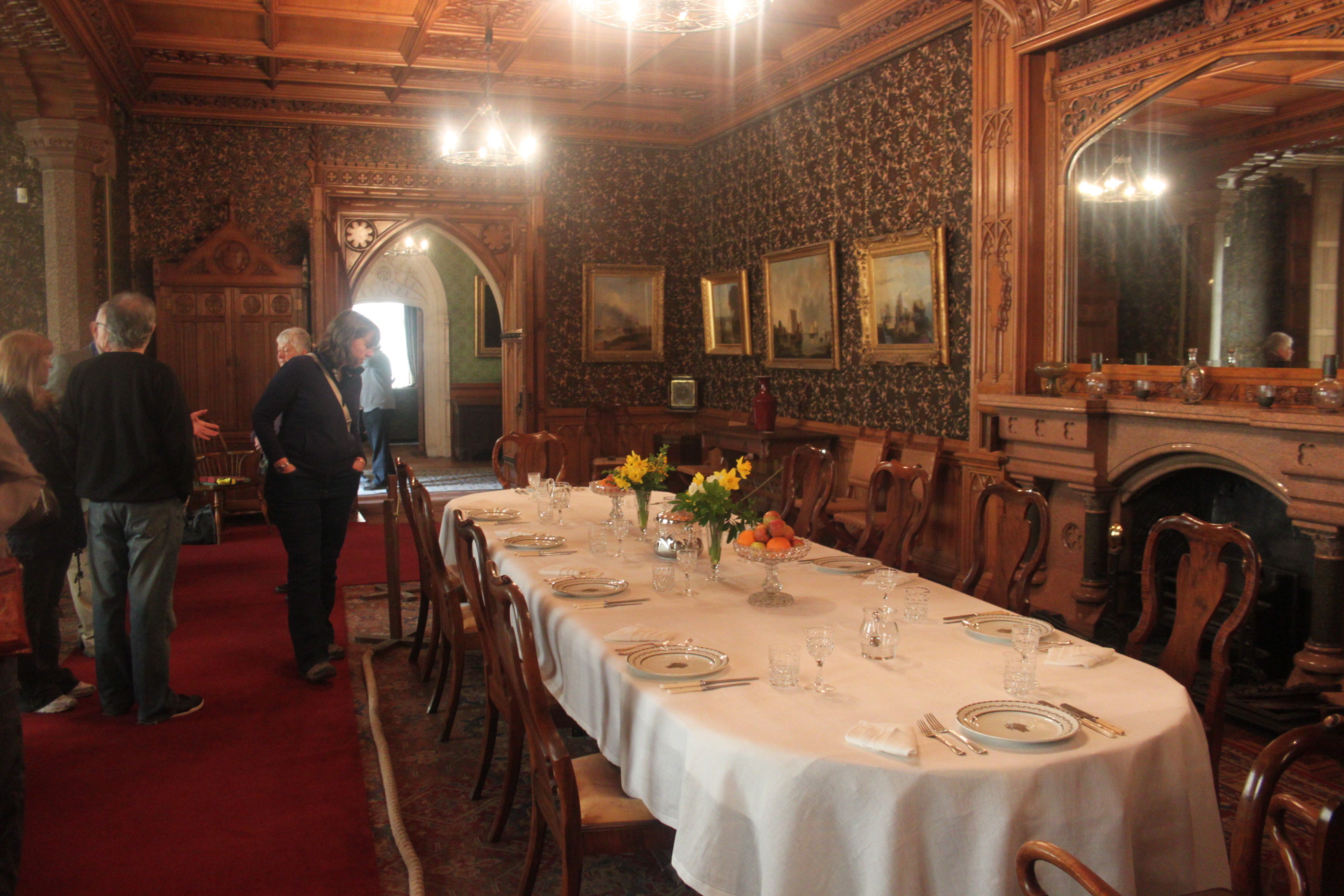
食堂の中

ラクソール卿の未亡人となったアーシュラ（レディ・ラクソール）の元には、2歳にもならない子供が2人と広大な地所が残されたが、彼女が得られる収入はほんのわずかだった。彼女の能力・実行力の現れとして伝えられるのは、邸宅の中心的だった時計塔にまつわる話である。1935年、この時計塔は乾腐病 (Dry rot) や湿気による木材腐敗のために全面的改修が必要になった。この際彼女は即座に時計塔の解体を決め、後々使えそうな金属部品だけ取り置いて、まるで最初から時計塔など無かったかのように屋根を再建築した。
第二次世界大戦の間、ブリストルにあったクリフトン・ハイ・スクールがギブズ家の地所に移転してきたほか、1941年にはアメリカ軍医療部隊 (U.S. Army Medical Corps) が、地所の一角に「第74総合病院」（英: The 74th General Hospital）として知られる傷病兵向けの病院施設を建設した。テント村は一時的なものとして建設されたが、アメリカ陸軍工兵司令部によるこの建築が元で、当時イングランド最長だったモチノキ垣根が破られることになった。多くのテントは後にプレハブ小屋やかまぼこ型組み立て兵舎に置換され、ノルマンディー上陸作戦（D-デイ）後にはここがヨーロッパ最大の米軍病院となった。戦闘の間、地所付きの農場管理は英国政府の農漁業食糧省が引き受け、レディ・ラクソールのみが自作農場 (The Home Farm) に留まった。
ブリストル空襲に際し、ブリストルに程近いティンツフィールドは幾度も被弾した。1940年9月に、フィルトンにあったブリストル飛行機の工場が襲撃された際には、爆弾によって地所の水供給路が絶たれたほか、後の爆撃でも、玄関広間上の採光用天窓が多大な被害を被った。終戦後の1946年、英国国防省はティンツフィールドの修復補助金を出すと申し出たが、レディ・ラクソールはこれを拒否した。結果として湿気や鳥が天窓から入り込む有様となり、この惨状はナショナル・トラストが建物を引き取り、改修工事に乗り出すまで放置された。

### リチャード・ギブズ、第2代ラクソール男爵：1979年 – 2001年

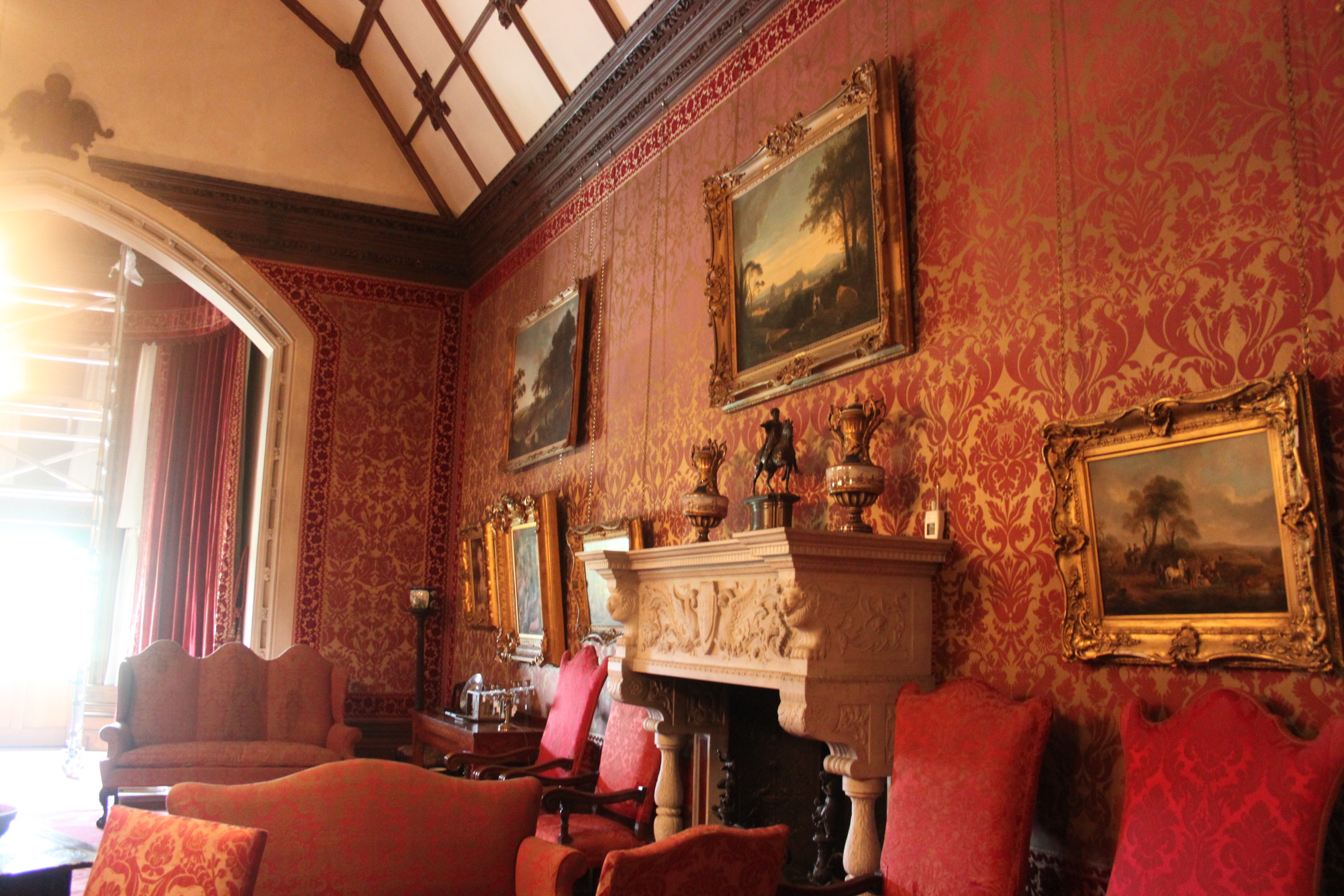
客間の様子

ジョージ・リチャード・ロウリー・ギブズ、通称リチャードは、1928年5月16日に生まれ、イートン・カレッジを経てサンドハースト王立陸軍士官学校に進んだ。その後コールドストリームガーズ (The Coldstream Guards) に8年間仕官している。リチャードは生涯未婚で通し、家督は弟で外交官のユースタス・ギブズ（英: Sir Eustace Gibbs）が継いで第3代ラクソール男爵となった。
リチャードは2001年に、喘息発作の合併症で未婚のまま亡くなったが、彼はティンツフィールドで、実質的な居住空間としてわずか3部屋しか使用していなかったという。

## ナショナル・トラストによる買い取り
第二次世界大戦終結後、多数の歴史的カントリー・ハウスが荒廃していった。1945年から1955年の間には、450もの重要な邸宅が完全に取り壊されている。1970年代、これを見かねたナショナル・トラストは、建築家のマーク・ジルアードに対し、ヴィクトリア朝に建てられ現存する英国中のカントリー・ハウスを、重要度や構造の保全度で評価して一覧にするよう委託した。ジルアードが委託に応えてまとめた報告書は、後に "The Victorian Country House" との題名で上梓された。1976年に発行された改訂第2版に、訪問可能な邸宅としてティンツフィールドが登場する。報告書を受けて、ナショナル・トラストは、ティンツフィールドを保全すべき不動産のリストで第2位に位置づけた。これについてジルアードは、「ティンツフィールドほど、あの時代を華麗に表現しているヴィクトリア朝のカントリー・ハウスは存在しない」（英: "There is no other Victorian country house which so richly represents its age as Tyntesfield."）と述べた。
最後の当主となったリチャード・ギブズは、後々ティンツフィールドを売却しなくてはいけない日が訪れることは悟っていた。これは大家族の保有する多様な資産や、住環境に整えるのに必要である多大な維持費用を考えるとやむないことだった。また自分が死ぬと莫大な相続税が生じることも認識していたため、リチャードは自分の財産を弟と異母姉の生存している子供たちに分配する遺言信託を設定した（この遺言での受託者は総勢19人になった）。
リチャードの遺言には、受託者の過半数が地所の売り渡しに同意する場合には、12ヶ月以内に競売を行って最高値を付けた入札者に地所を引き渡すよう定められていた。邸宅と、1,000エーカー (400 ha)の農場・650エーカー (260 ha)の森林・30の家やコテージの付いた地所は、サヴィルズにより主に3つに分けられて競売のリストに載せられ、総額は1500万ポンドと見積もられた。またクリスティーズはそれぞれ別個のオークションで、邸宅や地所が競売されることを確約する契約を結んだ（ここで総額は1500万ポンドを超えると見積もられた）。
1991年にチャスルトン・ハウスを買い取って以来、ナショナル・トラストにはカントリーハウス買い取りの経験が無かった上、この一般公開に漕ぎ着けるまでには実に7年もかかった。またナショナル・トラスト自身に、他の入札者と張り合うだけの特別な重要性も無く、作曲家のアンドルー・ロイド・ウェバーや、ポップ・スターのマドンナやカイリー・ミノーグがナショナル・トラストと競合すると各種メディアで書き立てられた。一方2002年5月には、ナショナル・トラストの新総長 (Director-General) に就任したフィオナ・レノルズが、「セーブ・ティンツフィールド」キャンペーン（英: The "Save Tyntesfield" campaign）を通じて3500万ポンドを集める募金要請を打ち上げた。この要請には、デザイナーのローレンス・ルウェリン＝ボウエンやニュースキャスターのジョン・スノウ、さらに複数の一流建築家や歴史学者が賛同した。この要請によりわずか100日で820万ポンドが集まったが、これは一般から集まった300万ポンド強に加え、100万ポンドと400万ポンドという匿名での大口寄付2件も寄せられた結果だった。ナショナル・トラストは国民文化財記念基金の議長リズ・フォーガンとの交渉の末に、基金から1740万ポンドを受け取った。これは基金から1度に拠出された金額として過去最高で、後に論争を呼ぶこととなっている。またイギリス国営宝くじは、買い取り後必要となる大がかりな保全作業に、追加で2500万ポンドを充てると発表した。
オークションの結果、以前のような「ティンツフィールド地所」は消失した。ナショナル・トラストは、邸宅や家庭菜園、公園を含む地所の主要・中心地区のみを買い取った。受託者らは他にも土地を売却した。現在「ティンツフィールド」として知られているのは、150エーカー (61 ha)の土地にある、邸宅と周辺の庭園である。チャールトン農園（英: Charlton Farm）は、現在チルドレンズ・ホスピス・サウス・ウェストに保有され、末期症状に侵された子供たちに緩和ケアを提供する施設として運用されている。チャールトン・ハウスは民間に売り払われ、1927年からダウンズ・スクール（英: Downs School）に利用されている。

### 買取後の大規模改修工事
2002年に所有権を取得した後、ナショナル・トラストのスタッフは邸宅や庭園の保全を確約し、ギブズ家によって4代をかけて収集された邸宅の調度品をカタログ化し始めた。当初は30人のボランティアスタッフで作業が行われていたが、2013年までには雇われスタッフ・ボランティア合わせて600人が従事するようになり、これはナショナル・トラストが管理している他のどの地所よりも多いスタッフ数だった。
買取後の修繕工事は、邸宅が風雨に耐えられるようにすることを主眼に置いていた。英国の一般家屋の20倍もの大きさがある屋根の修繕は、大規模に屋根状の独立した足場枠を建てることで解決された。修繕工事中には、建物の外側全体を覆うように28マイル (45 km)のトンネル状足場が組まれた。これにより18ヶ月以上に渡る修理・修復が可能となり、はっきりした赤と黒のタイルでできた幾何学的ダイパリング模様も復元された。地所には、銅で覆われた特殊なケーブルで再度電気配線された（これは火事や齧歯類被害防止が実証されている）。元々あった鉛パイプは多くが交換され、防火対策は主に、邸宅に対する最適な配電区画設計という形で行われた。内装工事では、天窓の修繕や高所の内装工事ができるよう、玄関広間に43フィート (13 m)の足場が組まれた。これらの初期修繕には1000万ポンド以上がかかり、そのほとんどは「セーブ・ティンツフィールド」キャンペーンや来場者への宝くじ販売で賄われた。
ナショナル・トラスト側は、作業実施中に見学者を入れることには消極的だった。これは1974年に制定された労働安全衛生法で要求されるコストや、重要な改修工事に遅れが出かねないことを心配したものだった。しかし工事には何かと物入りであり、このことからナショナル・トラストは、改修工事を一般の人に間近で見てもらうことは、自分の寄付金の行き先や修繕の結果を見せることになり、より多くの寄付金が集まるきっかけになると気付かされた。

## 地所

### 邸宅の内装

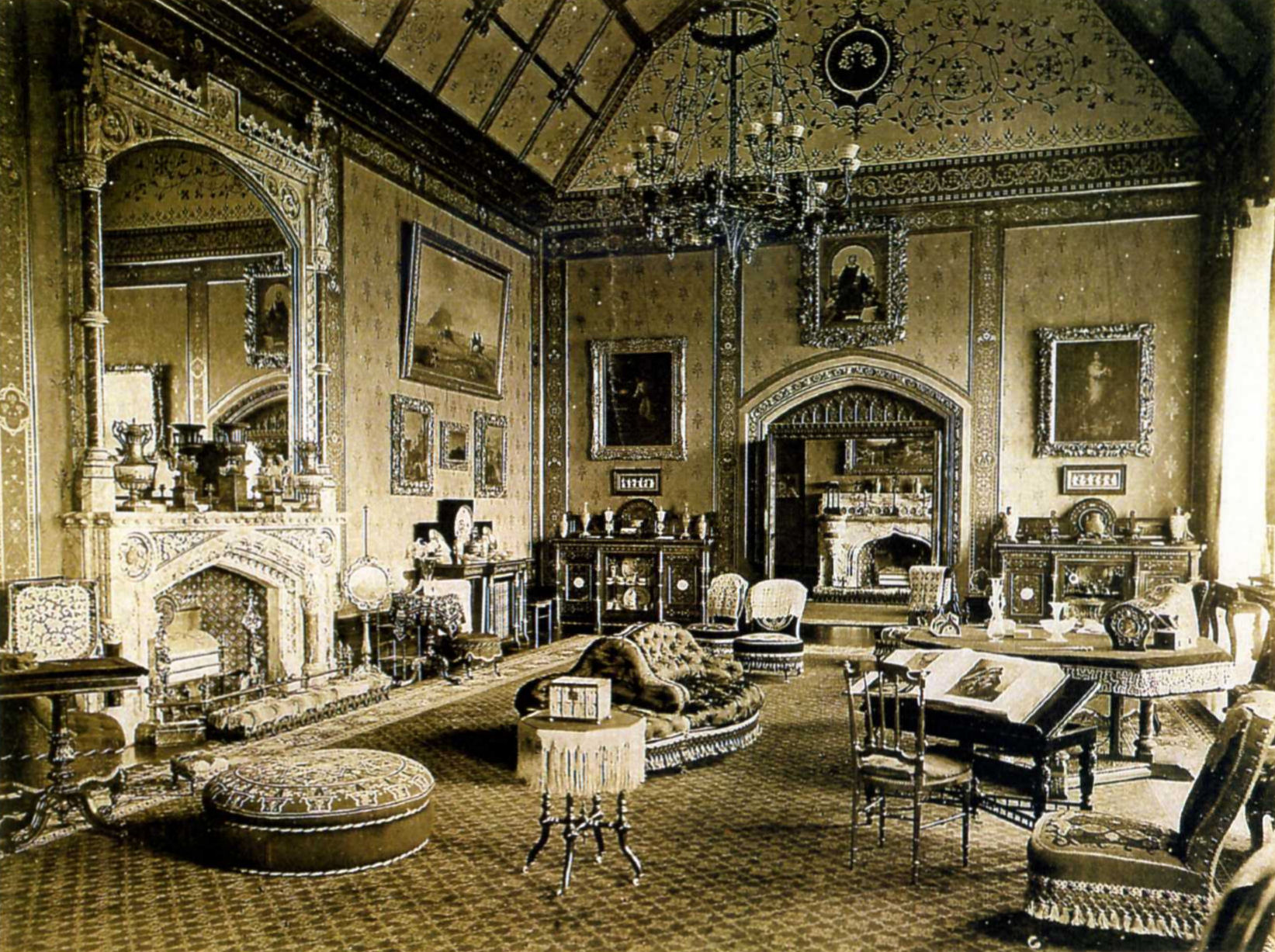
1878年にベッドフォード・レミアによって撮影された客間の写真

邸宅のメインとなる部屋には、図書館、客間、イギリス・ビリヤード室、食堂、教会堂が含まれる。修繕工事の間ナショナル・トラストは、初めて工事の様子を一般公開し、「ティンツフィールドを甦らせる挑戦の証人」（英: "witness the challenge of bringing Tyntesfield back to life"）になってほしいと宣伝した。
図書館は、ナショナル・トラストの保有する紳士階級の図書館で最重要と見なされている。図書館の絨毯や家具のいくつかはジョン・グレゴリー・クレイスの設計によるもので、所蔵図書はナショナル・トラストが保有するヴィクトリア朝の図書コレクションとして最大のものである。
邸宅の中心には玄関広間と階段があるが、これは元々の設計から数多の変更を加えられたものである。
ナショナル・トラストが所有権を取得して以来、天窓を修復するため玄関広間には足場が設置されていた。この足場が設置されている間、建築美術鑑定士のリサ・エスタライチャーは、人の出入りが頻繁だった空間や部屋に使われていた、装飾面の設計を調査した。この調査によって3つの大きなフェーズが明らかになった。オリジナルは1860年代に作られ、続く1870年代には更新と改造が行われた。1887年から1890年には改装が行われ、主要空間には元々クレイスが設計したモチーフと緑色が復活した。天窓の工事が完了した後、ナショナル・トラストは、クリスティーズの請負人に台無しにされた古いシェニール織の絨毯を取り替え、代わりにリニー・クーパーによるレプリカ・デザインで、ウィルトン・カーペット（英: Wilton carpet）が制作した絨毯を導入したが、この代金45,000ポンドは公共宝くじによる寄付で賄われた。

### 調度品の内容

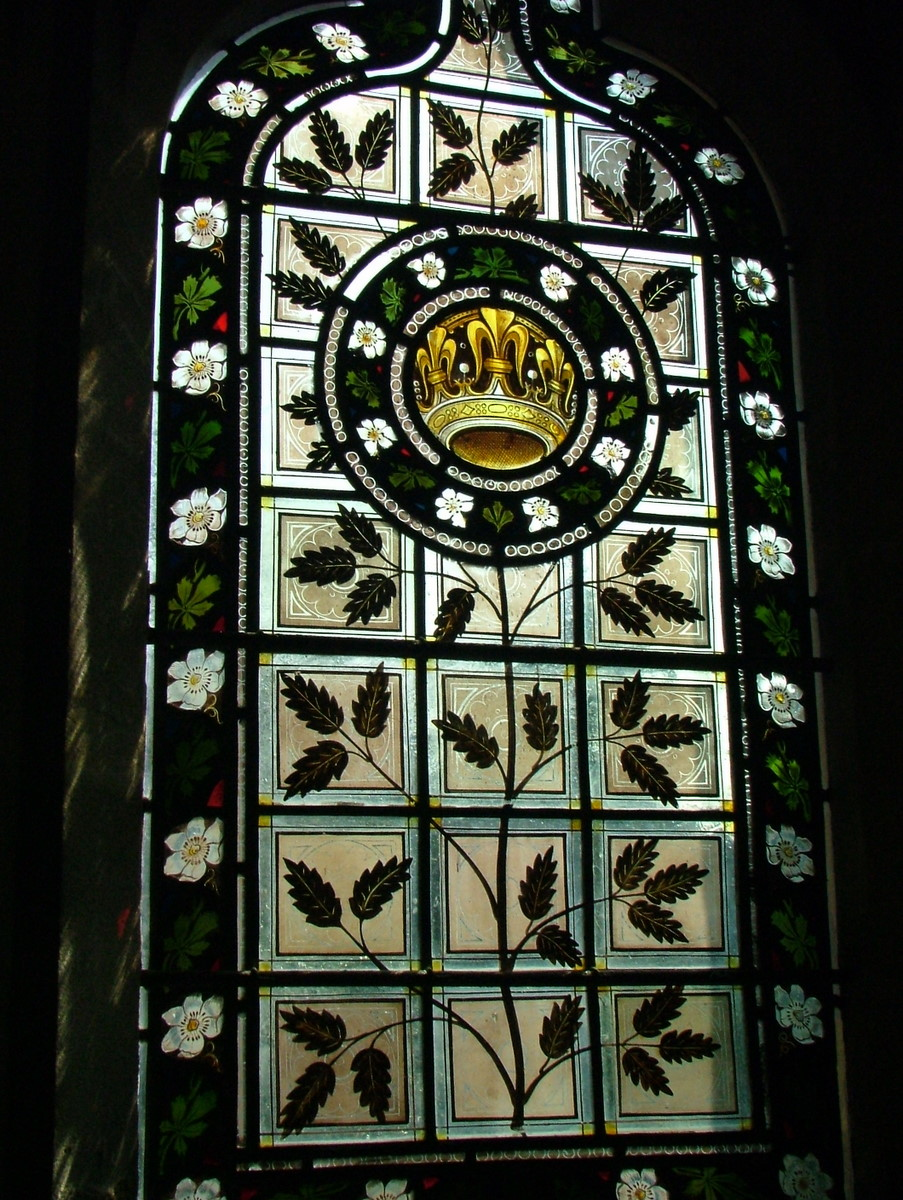
ティンツフィールドには多数のステンドグラスが設置されている。

クリスティーズは元々、邸宅内には1万点を超える調度品があると見積もっていたが、2008年までには全体で3万点もの調度品がリスト化された。この中には、ウィリアム・バターフィールドの設計による銀器や、オーガスタス・ピュージンやジョン・ラスキンのオリジナル・プリント本、第二次世界大戦中の不発弾、宝石で覆われた杯、19世紀のフロック・ペーパーでできた壁紙1巻き、顔や髪が彫られたココナッツなどが含まれる。2013年までに目録へ47,154点が登録されたが、現在でも整理されておらず、物品目録が作られていない部屋が存在する。

#### 絵画
ギブズ家が所有していた膨大な絵画コレクションの大半も、ナショナル・トラストへ寄贈された。コレクションの多くは、ウィリアムによってスペインから持ち込まれたものである。コレクションの状態は幾分悪かったが、この損害は水気によるものだけではなく、皮肉なことにギブズ家の家業だったグアノによるところも大きかった。コレクションの中で最も重要な作品は、広間の壁中腹に掛けられていた、17世紀スペインの画家、サンブラノがローマのラウレンティウスを描いた作品である。絵画は、近郊の村フラックス・ボートンの教会を拠点に活動する地元の美術修復士、ブッシュ・アンド・ベリーによって洗浄・修復された（なおこの教会はウィリアム・ギブズが建立したものである）。2011年には、ニューヨークで行われたクリスティーズのオークションにおいて、バルトロメ・エステバン・ムリーリョによる絵 "The Mater Dolorosa"（英: "Mother of Sorrows"、意味：悲しみの聖母）がナショナル・トラストの手で競り落とされたが、これはウィリアムが1910年頃までに購入し、ティンツフィールドに掛けられていた絵画だった。

### ホーム・ファーム・ビジター・センター
自作農場（英: The Home Farm）の建物は1880年代に建てられ、2層に分割されている。南側は2階建ての木製屋根で覆われた作業場で、農場の動物を養育するのに使われていた。上層はメイン・ヤードで、東西に2つのウィング（翼棟）を持っており、片方は以前の豚小屋に繋がっている。農場の事務所は北ウィングにあり、四角く緩やかに南へ傾斜した庭を囲うように建っている。
グレードII* の指定文化財だったこの建物には全面的な改修工事の必要があり、ナショナル・トラストの計画では邸宅に続いて第2位の重要性を与えられた。ナショナル・トラストはこの建物を、総合的かつ独立したビジター・センターに作り替え、以下を備えた施設として2011年半ばにオープンさせた。
- アッパー・ヤード（英: Upper yard、上層階）
  - チケット売り場・インフォメーション
  - デモンストレーション・エリア：訪問する職人たちによる地元工芸の実演。
  - プラント・センター：基金のため、庭師が育てた植物の内、余った物を販売している。
  - 農場風遊び場（英: Farm-themed play area）
  - 中古本売店：売り上げはナショナル・トラストの基金になる。
- レストラン：以前あった2階建ての屋根付き作業場は完全に改装され、カフェ・レストランに作り替えられた。同じ建物には土産物屋も入っている。新設された階段やエレベーター、橋状の通路は全て鉄製で、ここを通ってアッパー・ヤードに向かうことができる。
- 東側の別棟：ビジター・センターに電力や空調を提供するための建物。太陽光発電、光起電性電池、バイオマス・ボイラーの組み合わせ発電を行っている。

### 大庭園

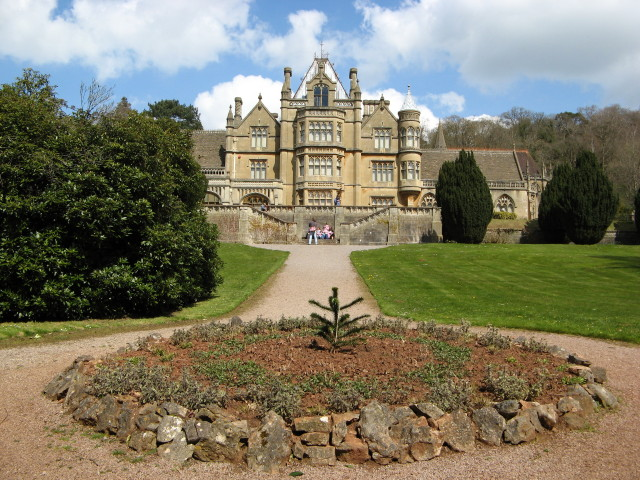
東側の幾何学的庭園から邸宅を望む（2008年4月撮影）

邸宅はナショナル・トラストがオークションで獲得した150エーカー (61 ha)の大庭園の中に立地しており、邸宅をこの環境の中に残せるよう周辺の地所も手入れが続けられている。樹木に覆われた庭園から並木道を抜けると欄干の付いたテラスに出ることができ、また散歩道を抜けるとバラ園やサマー・ハウス、鳥小屋 (Aviary) 、コンクリートで縁取られた以前の池へ出られるが、この池は第二次世界大戦以降水が抜かれたままである。

### 家庭菜園
家庭菜園には温室や冷床、大きな古典的オランジェリー（オレンジ温室栽培園）、庭師用の区画がある。

#### オランジェリー

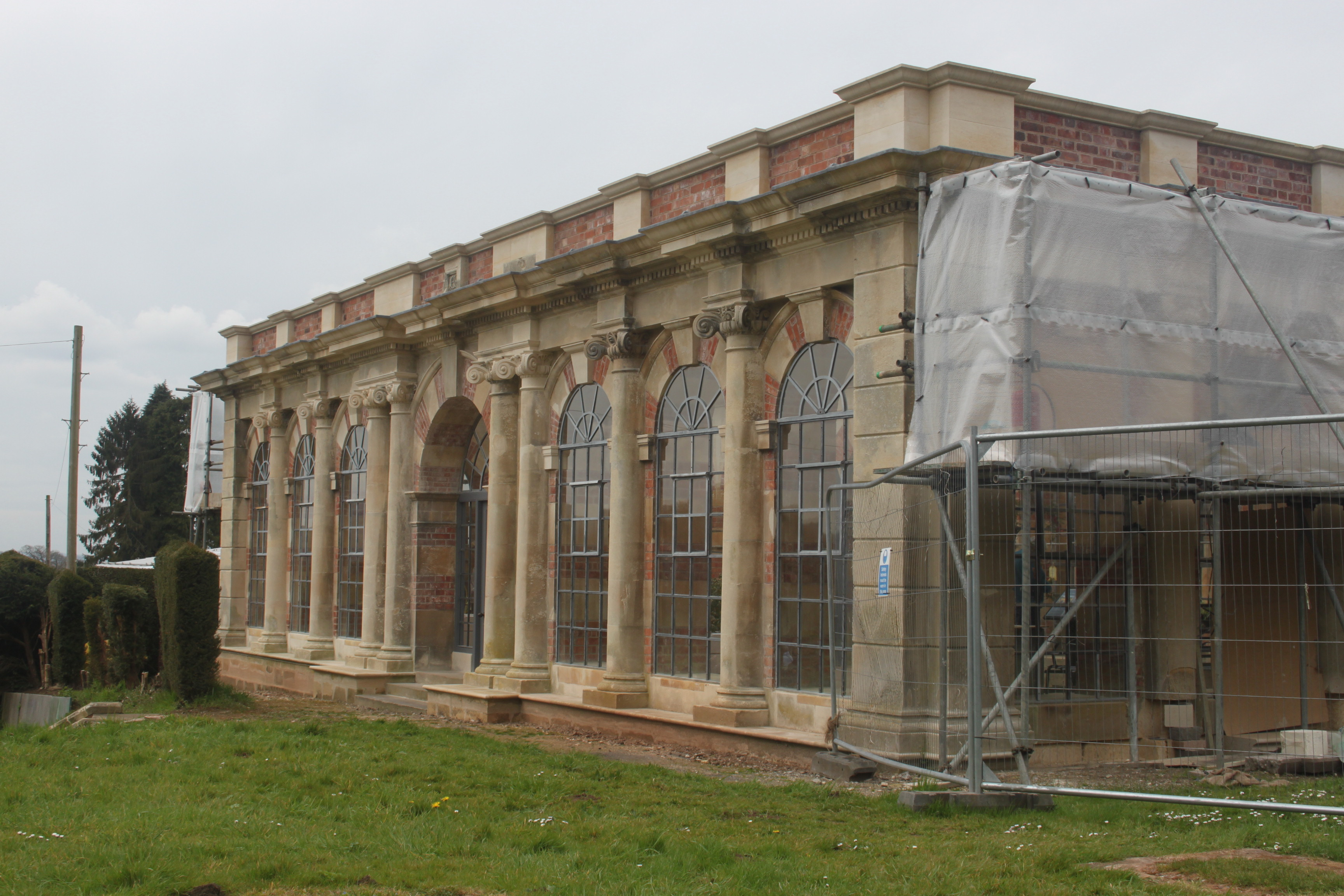
修復中のオランジェリー

グレードII* に指定されたオランジェリーは、かつては家庭菜園の中での中心的建築だった。一方で、ナショナル・トラストが地所を買い上げてから、オランジェリーは荒廃しかねないような危うい状況に置かれ、イングリッシュ・ヘリテッジでリスクのある文化財を登録するヘリテッジ・アット・リスクで、最も緊急性の高いカテゴリAに分類された。
1897年に切石積みと赤いレンガで建てられたこのオランジェリーは、ヴィクトリア朝後期に建てられた古典主義様式のものとして数少ない現存例である。東西の設計には中央玄関を含めて7つの柱間（）、南北には3つの柱間があり、頂上には上薬をかけられた鉄製の隅棟付き屋根が付けられている。水平に突き出たゲイソンが付いたエンタブラチュアは、イオニア式半柱支えと角の付柱の上に鎮座している。西側正面にあり家庭菜園に面した中央玄関の柱間は、ポルティコ状になっており、ポルティコの壁には巨大な柱が取り付けられているほか、でこぼこのペディメントには小さなオクルスが付けられている。どの柱間にも、装飾的な縁取りがなされ要石が付き、上部が半円形になっている大きな窓が設置されている。
オランジェリーを保全し修復するため、ナショナル・トラストはバース市大学やニンバス・コンサベーション有限責任会社（英: Nimbus Conservation Ltd）と革新的パートナーシップを結び、12人の見習い石工をプロ職人と共に働かせてその技術に磨きを掛け、修繕に必要となる専門的石工作業を訓練するプロジェクトを立ち上げた。ナショナル・トラストは修繕に関わる他のプロ職人や学者のためにもワークショップを開いた。その後地所の修繕作業に関心を持つ一般人にも門戸が開かれ、全員が建物の修繕に必要な技術を実践的に学ぶようになった。技術を磨くためのこの育成戦略を打ち上げたことに対し、デイリー・テレグラフが後援する2011年の「イングリッシュ・ヘリテッジ・エンジェル賞」（英: English Heritage Angel Award）がナショナル・トラストへ贈られている。
事業には42万ポンドの予算が付き、基礎や下層の石造建築を安定化させることに主眼が置かれた。大半は基礎部分に固定用材料を注入する工事で完成させられたが、この方法には化学反応と硬化のための時間がかかった。このため壁や屋根から作業が進められ、最後に装飾部分の工事が行われた。オランジェリーは現在、一部がカフェとして使われているほか、残りの部分はナショナル・トラストによる国際的技術養成センターになっており、新しい職人や修繕作業の専門家を育てるための訓練が行われている。

#### 鳥小屋
ティンツフィールドの鳥小屋 (Aviary) は邸宅の西側に位置し、古い温室の基礎と隣接している。鳥小屋は1880年に外来の鳥を飼うため設置されたが、初代ラクソール伯爵の娘ドリーン・アルビニア（英: Doreen Albinia）のための「子供の家」（プレイハウス）に作り替えられた。鳥小屋は地所の特徴の1つと考えられており、さらにグレードII の指定文化財になっている。

### 製材工場

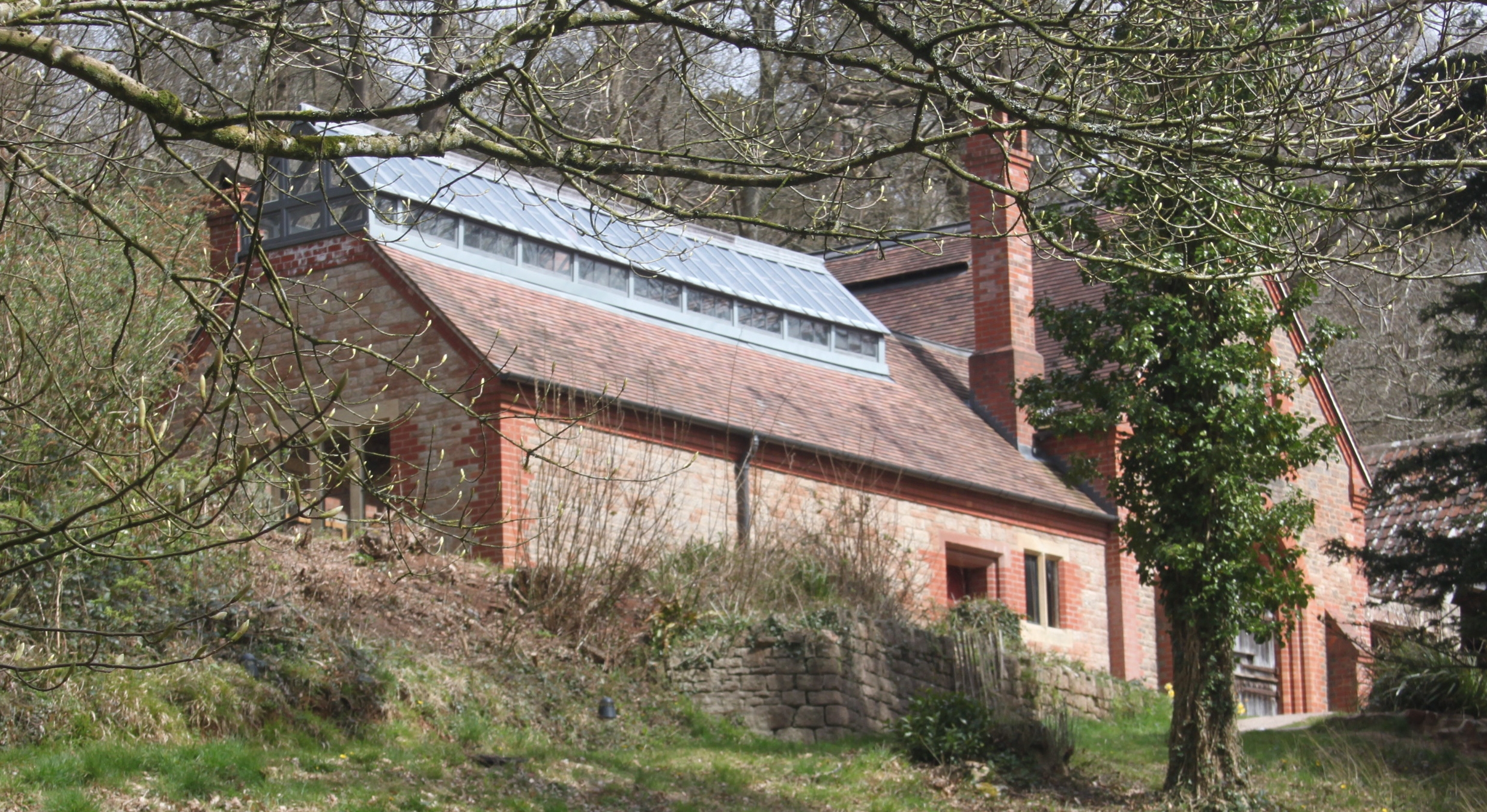
製材工場の建物。現在では全体が修復され、学習センター（Learning Centre）に作り替えられている

1899年に建てられた製材工場は、この土地が採石場として使われていた時代の親方小屋跡地を再利用したものである。この建物には2つの蒸気エンジンと空圧動力機が設置され、地所中へ電力供給を行っていた。エンジン室に設置されていたエンジンに加え、天窓室には複数の鉛蓄電池も置かれていた。開設後、電力供給をより楽にするため、地所全ての製材工場をこの建物へ移す決定がなされた。蒸気エンジンはディーゼル発電機に交換され、第二次世界大戦後には電力が国営の高圧線配電網で供給されるようになった。1960年代には製材工場は解体され、全ての木材は第三者の土建業者に引き渡されて、のこぎりで作る木工製品に利用された。
ナショナル・トラストの管理下で製材工場は改装され、教育センターと、ビジネスや一般人向けに貸し出される機能スペースとの複合施設に作り替えられた。この建物はナショナル・トラストのスタッフやボランティアによって、学校でティンツフィールドを訪問するグループへの教育に利用されることが最も多い。メイン・ハウスにはバイオマス・ボイラーが設置されており、石油を使う古い火力発電ボイラーと比べて、年間で141トンの二酸化炭素を削減することができる。以前木材小屋があった別の区画には、新しくコウモリ用の止まり木が据えられ、「コウモリ宮殿」（英: a "bat palace"）と呼ばれている。2009年5月には、修繕作業へ協力した団体の1つである文化遺産宝くじ基金の総長、ジェニー・アブラムスキーによって、センターの開設が宣言された。

### 動物相

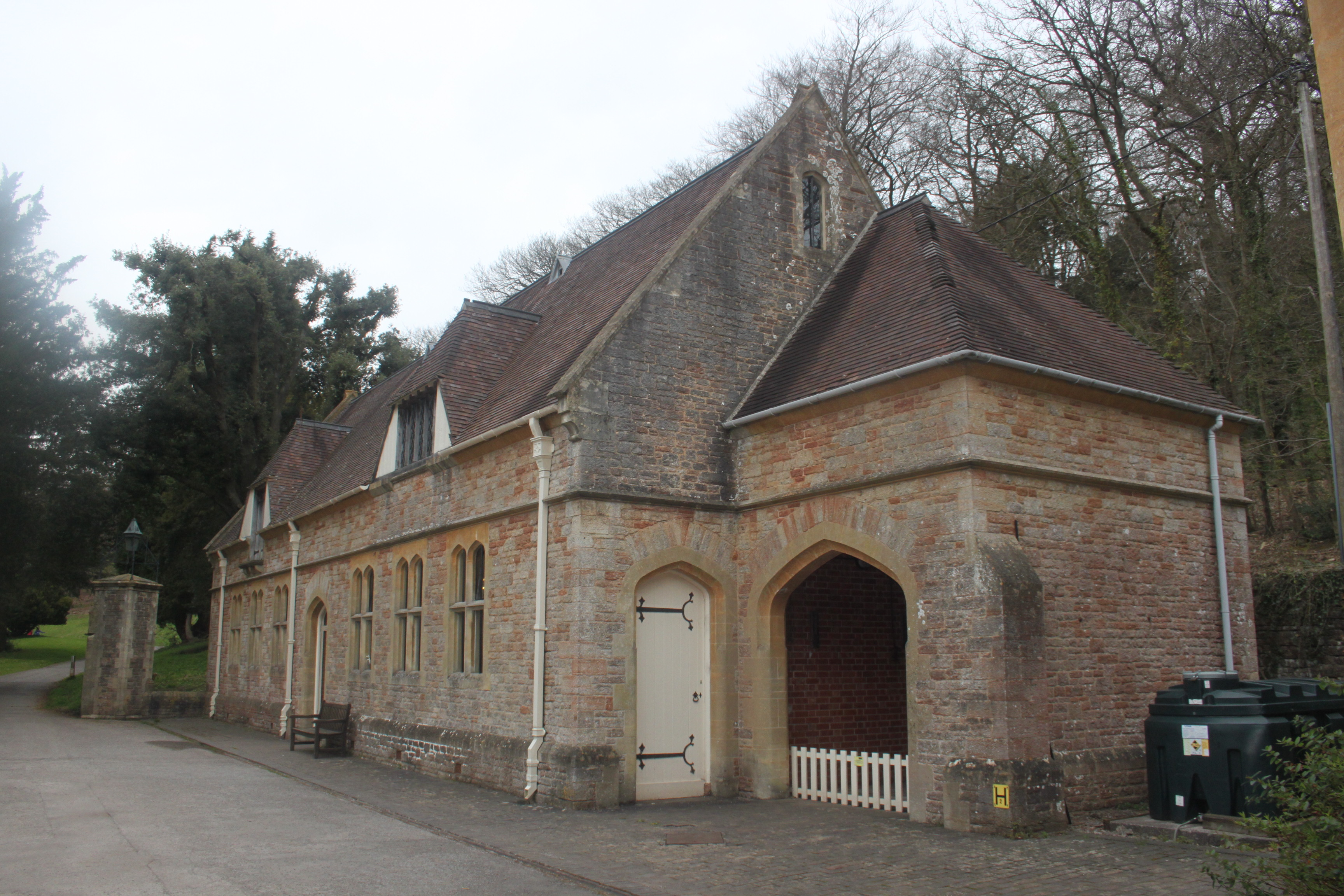
ティンツフィールドの馬小屋区画。屋根にはコウモリ用の止まり木がある

#### コウモリ
英国に住む17種のコウモリのうち10種類が地所で見つかっており、うち8種は建物の構造内に生息している。希少種で絶滅の危機に瀕しているヒメキクガシラコウモリやキクガシラコウモリも地所に生息している。維持管理作業はコウモリの冬眠や繁殖時期に合わせるように行われ、建設作業の合間には新しい止まり木も作られている。訪問者は、運が良ければ有線テレビシステムで地所に住むコウモリの姿を見ることもできる。

## 映画・テレビ番組撮影での利用
ティンツフィールドは数々の映画及びテレビ番組の撮影に利用されている。
2006年のテレビ映画『ドラキュラ』は、ティンツフィールドで撮影された。この作品はブラム・ストーカーによる同名小説を翻案したもので、制作はグラナダ・テレビジョン、BBCウェールズ、ボストンのWGBH-TVが行った。
2007年の映画『エンジェル』でもティンツフィールドが使われている。この作品は英国の作家エリザベス・テイラーの小説を元にしており、ヒロインの寝室に客間が使われるなどした。
2013年には『ドクター・フー』のエピソード『井戸の魔女』 (Hide (Doctor Who)) がティンツフィールドで撮影された。
2016年正月にBBC Oneで放送された『SHERLOCK/シャーロック 忌まわしき花嫁』では、事件の依頼主であるカーマイケル夫妻の邸宅や、ロンドンにあるワトスン医師の邸宅として用いられた。
またITV制作で同年3月に放送された『ドクター・ソーン』Doctor Thorne にもティンツフィールドで撮影されたシーンが用いられている。この作品は、『ダウントン・アビー』などを手掛けた脚本家ジュリアン・フェロウズが、ヴィクトリア朝の英国人作家アンソニー・トロロープの同名作品『ソーン医師』を翻案したドラマ作品である。
ブリストルや邸宅の建つノース・サマセットを舞台にした2016年の映画『ゴールデン・イヤーズ』（原題）の撮影も行われている。

## 訪問者のアクセス方法
ティンツフィールドへの訪問者は、B3128号線上にあるメイン・エントランスを通って邸宅に入るが、M5モーターウェイの19・20どちらのジャンクションからでも地所へ辿り着くことができる。ホーム・ファーム・ビジター・センターとチケット売り場から50メートル (160 ft)の位置に駐車場が設置されている。駐車料金は1日3ポンドだが、ナショナル・トラストの会員カードと有効なステッカーがあるか、ブルーバッジが交付されている場合には無料になる。最寄りの鉄道駅はネイルシー・アンド・バックウェル駅で、ティンツフィールドからは2マイル (3.2 km)離れている。またブリストル・バス・ステーションからは定期バスが運行されている。
ホーム・ファーム・ビジター・センターは訪問者が最初に立ち寄る場所で、カフェやレストラン、土産物屋、トイレ、チケット売り場など様々なサービスが提供されている。入場料は、地所と庭園のみのもの、邸宅を含めた全体のものと2つに分かれている。邸宅への入場は30分ごとの入場時間区画に分けられた、時間指定チケットで管理されている。ビジター・センターから邸宅までは庭園や木立を抜ける400-メートル (1,300 ft)の歩道を歩くか、邸宅を通ってオランジェリーに向かうバイオ・ディーゼルバスに乗ることができる。
季節によって異なるアトラクションが実施されており、ジオキャッシング大会は年6回開かれている。動物相やその生息地に焦点を当てた散歩道も、公共通行権の元に設置されており、年中無料で散策できる。
地所への来場者は、2014年は216,759人、2015年は253,844人だった。